# 天主教特隆姆瑟自治監督區
天主教特隆姆瑟自治監督區（拉丁語：Territorialis Praelatura Tromsoeanus）是羅馬天主教在挪威北部的一個自治監督區，監督總部位於特隆姆瑟。
2011年，有4,876名教友，估轄區總人口1%、11名司鐸、8名修士、22名修女。下分七個堂區，管轄斯瓦爾巴德群島、芬馬克郡、特羅姆斯郡和諾爾蘭郡。現任監督為貝里斯拉夫·格里吉奇。
1931年建立北挪威自治傳教區（Misjonsdistriktet Nord-Norge），1944年立代牧區，1944年設監牧區，1955年立代牧區。1979年立自治監督區。
為斯堪地那維亞主教團成員。